# 平山真理
平山 真理（ひらやま まり）は、日本の刑事政策学者。白鷗大学教授。比較法の対象は、アメリカ法。

## 学歴
- 関西学院大学大学院法学研究科博士課程後期課程中退。
- 法学修士 Master of Laws（University of Minnesota Law School）。

## 社会的活動
- “Crime Policy for Sex Offenders in Japan-Exclusion or Re-integration? Which Way Are We Going to Take?”（2009 Congress of Research Committee of Sociology of Law, at Onati International Institute for the Sociology of Law , Onati, Spain 2009 口頭発表）
- 「犯罪被害者と刑事弁護人―アメリカのDIVOに学ぶ」（日本司法福祉学会第10回大会 2009 口頭発表）
- “Crime Policy for Sex Offenders in Japan”（15th World Congress of Criminology, at University of Barcelona, Spain 2008 口頭発表）

## 文献
〔著書〕
- 『刑事政策のすすめ―法学的犯罪学』（共著）2003年5月、2007年4月（第2版）法律文化社

〔論文〕
- 「被害者と量刑:アメリカ合衆国の死刑事件裁判におけるVictim Impact Statementの検討より」『量刑法の総合的検討 松岡正章先生古稀祝賀論文集』2005年2月　成文堂
- 「わが国における子どもを対象とした性犯罪の現状とその再犯防止対策について」『法と政治』第58巻第1号　2007年5月
- 「わが国における性犯罪者対策の課題―アメリカ合衆国のメーガン法施行後10年の展開事例を通して見えてくるもの―」『刑事政策学の体系前野育三先生古稀祝賀論文集』2008年4月　法律文化社
- 「刑事弁護人と被害者の間に橋渡しを置くことの意義?米国のDIVOの実践に学ぶ」『季刊刑事弁護』No.56　2008年11月
- 「裁判員裁判と性犯罪」『立命館法学』327・328号 2009年3月
- 「刑事弁護人の新しい役割への期待」『白鷗大学法科大学院紀要』第3号 2009年11月
- 「家庭内殺人未遂事件の裁判員裁判」『法学セミナー』No.660 2009年12月
- 「アメリカのDefense Initiated Victim Outreach（DIVO）の意義－被害者と刑事弁護人－『敵の味方』は『敵』でなくともよい」『自由と正義』Vol.61 No. 9 2010年9月
- 「性犯罪と修復的司法」『修復的司法の明日・未来 後期モダニティにおける新しい人間観の可能性』2010年